# Roger Aujame
Roger Aujame, né le 14 octobre 1922 à Paris, et mort le 19 mai 2010 à Fleurieux-sur-l'Arbresle (69), est un architecte, urbaniste français.

## Biographie
En 1941, il entre à l'ENSBA, à l'atelier de Roger-Henri Expert. L’année suivante, il rencontre Le Corbusier à Vézelay : il travaillera à l'Atelier du 35 rue de Sèvres pendant 7 ans (de 1942 à 1949). 
À l’atelier Le Corbusier, il côtoie notamment l’américaine Edith Schreiber (née en 1919, GSD-Harvard 1945, chez Le Corbusier en 1946), qui deviendra sa femme, et rencontre Georges Candilis (présent de 1946 à 1949), Ionel Schein (en 1946), l’ingénieur grec Nicos Chatzidakis et la finlandaise Pirkko Hirvelä (en 1948 ; qui épousera Chatzidakis), l’américain Ernest Weismann (en 1947-1949), Guy Rottier (en 1949) ainsi qu'Aris Provelenghios. Il participe notamment aux projets suivants :
- recherches préliminaires et études détaillées des appartements de l'Unité d'Habitation de Marseille (1943-1949) : Le Corbusier l’envoie en stage de quatre mois dans l’entreprise  chargée de la construction de Marseille (études sur l’Unité d’habitation Marseille-Michelot ; pose de la première pierre le 14 octobre 1947, inauguration officielle, avec Eugène Claudius-Petit, le 14 octobre 1952 ;
- logements transitoires et Usine Verte (1944) ;
- le Modulor et le plan de la ville de Saint-Dié (1944-1945), avec Gérald Hanning, qui quitte l’atelier en 1947
- participe à la mise en forme, avec Hanning Gérald, Bézard, J. Commelin, Coudouin, J. Dayre, Hya Dubreuil, Le Corbusier, Leyritz, de Looze, de l'ouvrage Les Trois établissements humains publié chez Denoël en 1945
- la maison du docteur Curutchet à La Plata en Argentine (1949).

Au tournant de l’année 1948 (décembre 1947-avril 1948), Aujame est envoyé par Le Corbusier à New York pour travailler dans l'équipe des designers sur le chantier du Secrétariat des Nations unies sous la direction de Wallace K. Harrison. 
En mai 1949, Aujame quitte l'atelier LC pour aller travailler avec Claude Laurens à Bruxelles, puis quitte l’Europe avec sa famille pour les États-Unis : il est alors relayé sur le chantier de Marseille par Pierre Rosenberg, Georges Candilis et Shadrach Woods (qui le quitteront pour le Maroc en 1951). 
À New York (octobre 1949-septembre 1950), alors qu’Edith collabore avec SOM (Skidmore, Owings & Merrill) sur le projet de la Lever House (New York), Roger Aujame travaille d’abord chez Antonin Raymond puis reprend un poste de dessinateur chez Wallace K. Harrison, dans l’équipe d’Oscar Nitzchké. Lors de ce séjour, il rencontre Josep Lluís Sert (alors président des CIAM et doyen de l’école d’architecture d’Harvard), Nivola et Ernest Weismann (alors directeur, à l’ONU, du Centre de la planification, de l'habitation et de la construction des Nations unies - Bureau des affaires sociales).
Rentré en France en 1951, il n'assiste pas au CIAM 8 d'Hoddesdon (juillet 1951) mais décide de s’impliquer dans le mouvement, demeurant ainsi proche de Le Corbusier (et en relation avec Sert). Avec Edith, peu de temps avant la rencontre CIAM de Sigtuna (25 au 30 juin 1952) ayant pour objectif de définir le programme du CIAM 9 d’Aix-en-Provence, Roger Aujame envisage la création d’un groupe de jeunes architectes et ingénieurs qui, reconnu comme nouveau groupe CIAM, aurait pour objectif de présenter un travail collectif à Aix. Trois réunions sont tenues en juin 1952 (le 3, 10 et 17) afin de définir le groupe et ses ambitions. Y participent Pierre Riboulet, Jean-Louis Véret et Gérard Thurnauer, Semper, Faucheux, Viéco, Le Lann et Joseph  Belmont. Il est convenu de conduire une "analyse des conditions d’habitat" à Boulogne-Billancourt, "qui rassemble les caractéristiques essentielles de la région parisienne et correspond à l’orientation générale du groupe : Charte de l’Habitat pour le plus grand nombre" (note du 10 juin 1952). Ce terrain d’analyse est pratique puisque, à ce moment, le couple Aujame habite à Boulogne, tout comme Denise Cresswell, et qu’ils y conçoivent leur premier projet : un immeuble de logements, rue Bartholdi, qui sera livré en 1957 (les Aujame y habiteront de 1957 à 1970, Pierre Riboulet de 1958 à 2004).
Aujame n’assistera pas à la rencontre de Sigtuna : Thurnauer, Riboulet et Véret, qui iront, feront entériner cette proposition. L’étude de Boulogne-Billancourt, dont l’élaboration prendra six mois (de décembre 1952 à juin 1953), sera présentée à Aix, dans le cadre de la 6e commission, par Thurnauer, au nom du groupe "CIAM-Paris", officiellement constitué de Roger et Edith Aujame, Guy Rottier, Denise Cresswell, Gérard Thurnauer, Pierre Riboulet, Jean-Louis Véret, Nicos et Pirkko Chatzidakis, Guy Le Lann et Jean Marcot (mais ont également contribué à cette étude Péré-Lahaille, Préveral et Raccoursier). Roger et Edith Aujame participent au CIAM 9 d’Aix, le premier étant secrétaire de la Commission 1, "Urbanisme", section A (Le Corbusier et J.-L. Sert en sont les présidents).
En 1954, Roger et Edith Aujame sont membres de l'ATIC (Atelier pour l’industrialisation de la construction), réunissant autour de Jean Prouvé Maurice Silvy, Gérard Thurnauer, Pierre Riboulet, Michel Bataille, Pirko et Nicos Chatzidakis. L'ATIC réalise le projet Emmaüs à Argenteuil (c’est Roger Aujame qui suivra le chantier). Ils suivent par ailleurs les événements organisés par le Cercle d’études architecturales.
Ces activités professionnelles n’empêchent pas Roger Aujame de demeurer actif à la fois au sein du groupe CIAM-Paris, qui reprend ses réunions dès le mois d’octobre 1954 dans le but de présenter une nouvelle contribution au 10e congrès, et au sein de l’organisation même des CIAM. Le 4 juillet 1955, il assiste notamment à la réunion du CIRPAC/Conseil CIAM tenue à Paris (à l’Unesco), qui réunit Sert, Le Corbusier, Giedion, Tyrwhitt, Bakema, Candilis, Emery, Howell, Rogers, Wogenscky ainsi que des délégués de différents groupes, parmi lesquels Tastemain (Ciam Maroc), Lods et Bodiansky (Bâtir), Van Eyck (De 8) et des "membres individuels" tels que Blomstedt et Michel Ecochard. Gérard Thurnauer et Edith Aujame participeront, à titre de délégués du groupe Cité (France), à la réunion des délégués CIAM à La Sarraz, du 8 au 10 septembre 1955 (à laquelle ne participe pas Le Corbusier, et qui réunit entre autres Giedion, Rogers, les Smithson, Wogenscky, Van Eesteren, Roth, Bakema, Howell, Émery, Neumann et Max Bill).
En 1956, Roger Aujame obtient enfin son diplôme d’architecte à l’ENSBA (atelier Expert ; Marcel Lods et Hermant font partie du jury). À l’été, avec Edith, il participe au CIAM 10 de Dubrovnik (tenu à Lappad, 5-13 août), ayant pour thème "L’habitat. Problèmes de relations. Premières propositions CIAM. Constations et résolutions". Membre de la Commission A1 ("Formulation of the Charte de l’habitat"), avec Giedion, Sert, May, Tyrwhitt, Soltan, Yosiyada, il participe aux réunions du CIRPAC (avec Sert, Tyrwhitt, Weiner, Émery, Rogers, Smithson, Van Eyck, Bakema, Roth et Maury), où est abordé le problème de "l’avenir des CIAM". Edith, quant à elle, est membre de la commission B5 ("Mobilité", avec Rottier, M. et Mme Howell, Stokla, McKay, Jackson, Laird, Brera, Oyevaar et Pietilä). 
Avant ce congrès, le groupe Ciam-Paris avait été rebaptisé "groupe Cité" et sa constitution renouvelée. Réunissant dès lors les Aujame, Charles Péré-Lahaille, Jean Marcot, Henri-Claude Rault et Guy Rottier, ce groupe avait d’abord envisagé une étude sur la "Cité mobile", élaborée à partir du projet de diplôme de Péré-Lahaille, avec la collaboration technique de Jean Prouvé. Ce projet de "maisons préfabriquées en bois, sur rails, comme des wagons de chemin de fer, pouvant se déplacer le long du Rhin pour la construction de 7 barrages" (Guy Rottier, conférence sur l’Unité d’habitation Le Corbusier à Marseille et les congrès CIAM, 1994) n’est finalement présenté au CIAM 10. La contribution du groupe Cité (constitué de R. & E. Aujame, Rottier et Péré-Lahaille), grille no 14 qui a pour titre "Essai sur un groupe de logements à combinaisons multiples", concerne un projet d’immeuble de logements sur la commune de Boulogne-Billancourt, jouxtant une Maison des jeunes et de la culture (FLC Z152). Roger Aujame aurait par ailleurs été impliqué dans l’étude de l’Ascoral, « Paris. The habitat of the student in the city », s’étant chargé de l’étude des universités existantes.
Après le CIAM 10, Roger Aujame, malgré certains doutes devant la « crise morale des CIAM » (compte rendu du groupe Cité du 12 décembre 1956), demeure impliqué dans le mouvement. En  février 1957, il fait partie du « groupe de trente » membres désignés par Sert pour perpétuer le réseau des CIAM, groupe dont il est dès lors secrétaire adjoint, avec Bakema (président), Rogers (vice-président), Émery (secrétaire général) et Roth (trésorier). Il assumera notamment cette mission en faisant circuler les correspondances (entre LC, Sert, Bakema, Candilis, Van Eyck etc.). En août 1957, à la suite de la lettre de juin 1957 reçue par Giedion, signée par les Smithson, Howell, Lasdun, Volker et appelant à la « dissolution des CIAM », il fait partie des membres convoqués par Bakema à une réunion des membres du Conseil-CIAM et des délégués de groupes, prévue à La Sarraz les 1er et 2 septembre 1957 et ayant pour objectif de « prendre des décisions définitives sur le futur sort du ClAM » (Jürgen Joedicke ed., « CIAM 59 in Otterlo »…, 1961, p. 9). Il n’ira pas à La Sarraz, où il est décidé de dissoudre l’ancien CIAM et d’en créer un nouveau, appelé « ClAM : Groupe de Recherches des Interrelations Sociales et Plastiques » (CIAM : Research Group for Social and Visual Relashionships) et où sont désignés les membres du "Comité de réorganisation" : Bakema, Rogers, Roth, Voelcker et Wogenscky. Mais il participera toutefois, en 1958, à certaines autres réunions, dont une rencontre informelle tenue au Majestic, où il est question de ce "CIAM 2" et qui tourne court car, selon lui, la mort d'Yvonne (en 1957) aurait profondément ébranlé Le Corbusier, et sa position face au CIAM aurait changé… Il ne répondra pas à l’invitation au colloque d’Otterlo.
En 1957, Roger Aujame intègre l'atelier Lagneau, Weill et Dimitrijevic (LWD). Au sein de cet atelier, il collabore aux projets de villes nouvelles en Guinée, liées à l’exploitation de la bauxite (comme Boké, projet financé par les Bauxites du midi ; urbaniste : Rotival). Il est aussi impliqué dans les projets de création des oasis du désert en Algérie — préfecture des Oasis sahariennes à Ouargla et ensemble de logements pour cadres à Touggourt (projets de développement pétrolier financés par la Caisse des dépôts et consignations, auxquels participe également Labourdette, chargé de l’oasis de Ghardaïa) — puis dans l’étude du plan directeur d’Abidjan (Côte d’Ivoire, 1958). Enfin, il participe aussi au projet de l’usine de Cadarache (Bouches-du-Rhône ; usine de recyclage de plutonium, ouverte en 1962 par le CEA). 
En 1960, alors qu’il est toujours chez LWD, Roger Aujame suit une formation d’« expert de l’assistance technique internationale » donnée par le ministère français des Affaires étrangères (Guy Rottier suivra également cette formation). Obtenant la charge du plan directeur de Kaboul (Afghanistan), il part pour une mission de 6 mois, qui se transforme en un séjour de 4 ans (avec sa famille, de 1961 à 1965).
En 1965, il se porte candidat à l’ONU pour une mission d’urbanisme en Syrie ; mais, au cours de son "debriefing" à New York (avril 1965), Ernest Weismann lui propose un poste dans son équipe du Centre de la planification, de l'habitation et de la construction des Nations unies (Bureau des affaires sociales). Nouveau séjour de la famille aux États-Unis, qui durera 2 ans, et pendant lequel Aujame part fréquemment en mission à l’étranger.  
En 1967, de passage à Paris, il demande son transfert au Secrétariat de l'Unesco à Paris. Il sera intégré à la division Éducation. La famille rentre ainsi à Boulogne, avant de déménager à Meudon en 1970 ; le fils aîné va à l’école de La Source, où est expérimentée une pédagogie nouvelle.  
Edith, de son côté, est activement impliquée dans ce domaine de l’éducation : présidente de l’AEP (association pour l’environnement pédagogique), très active dans les années 1960-1970 (avec, entre autres, Freinet et Montessori), elle est notamment à l’origine du projet de La Source à Paris, puis de nombreux projets d’écoles expérimentales en Bretagne.
Roger Aujame restera 16 ans à l’Unesco, comme conseiller technique à la Division du financement de l'éducation, dans le programme de coopération Unesco-Banque Mondiale où il participe à de nombreuses missions dans les pays en voie de développement, jusqu'à sa mise à la retraite en 1982. L’équipe de la division Éducation comporte environ 34 experts de différentes disciplines (enseignement général, techniques, agriculture, économie, architecture, etc.). Aujame conduit de nombreuses recherches sur les écoles actives en Europe (Allemagne, Suisse, Danemark, Suède, etc.) et développe différents projets de réalisations scolaires, financées par la Banque mondiale.
De 1982 à 1990, il demeure comme consultant au programme de coopération Unesco-Banque Mondiale pour des missions concernant les constructions scolaires et universitaires.
Edith Aujame est décédée à la fin de l’année 1998. Roger Aujame est mort en mai 2010.

## Compléments biographiques
Roger Aujame est très lié à l’œuvre corbuséenne.
En 1966, il figure parmi les membres fondateurs de l'association internationale des Amis de Le Corbusier à Genève (président : J.-L. Sert ; membres, entre autres : Albert Jeanneret, Max Bill). Il sera également impliqué dans l’association des amis de Le Corbusier créée à Paris (dont il était encore trésorier en 2006 [Dominique Claudius-Petit président]). 
En 1974, il entre comme administrateur à la fondation Le Corbusier;  il en sera le secrétaire général de 1982 à 1988. 
Pour la Fondation, il se charge notamment des chantiers de réhabilitation de l’Unité d’habitation de Marseille, de Rezé-les-Nantes, de la maison du Brésil à la Cité internationale universitaire de Paris (il représente la FLC au sein des comités de pilotage). Il organise les trois expositions "Le Corbusier et Savina : Sculptures", "Genèse : histoire de quelques projets et réalisations de Le Corbusier" et "Le Poème de l'angle droit". En 1987, il participe aux célébrations du centenaire de la naissance de l'architecte ; il est l’auteur des 31 affiches "Connaître Le Corbusier" pour la fondation Le Corbusier.  En 1995, il participe au colloque organisé par Robert Rebutato à Roquebrune-Cap-Martin.
Il donnera pas moins de 24 conférences sur Le Corbusier, l’homme et son œuvre.
Parmi ses autres activités : 
En 1969, Roger Aujame est invité comme « visiting critic » par la Graduate School of Design de l'université de Harvard, à Cambridge, Mass. (États-Unis).
En 1984, il assiste Charlotte Perriand dans la préparation de l’exposition « Charlotte Perriand : Un art de vivre », au musée des Arts décoratifs à Paris, avant de se consacrer, jusqu'en 1995 à l'élaboration de l'inventaire des créations de Ch. Perriand.

## Source
- Notice établie par Catherine Blain, avril 2006 / revue par Roger Aujame

## Repères de publications
- Articles sur l'œuvre de Le Corbusier pour Techniques et Architecture, CREE,
- La Modernité critique. Autour du CIAM 9 d'Aix-en-Provence, 1953. Editions Imbernon, Marseille, sous la direction de Jean-Lucien Bonillo, Claude Massu et Daniel Pinson.

- Architectural Design, Arquitectura Y Vivienda, le Courrier de l'Unesco, etc.

- Edith Aujame s’est chargée de la traduction de Le Corbusier, Precisions: On the Present State of Architecture and City Planning, MIT Press, 1991

- Et, à l’Unesco :

- Articles sur les constructions scolaires et universitaires pour les publications du secteur de l'éducation.
- Rapport sur un voyage d'études sur l'architecture et l'innovation pédagogique en Europe.
- Edith et Roger Aujame, Comparative study of the design and management of educational buildings and furniture in Europe and North America, Educational buildings and equipment 8, Unesco, 1986, 138 p., illus., maps, plans; ED.86/WS/33.